# Херсонський нафтопереробний завод
Херсонський нафтопереробний завод (ПрАТ «Херсонський НПЗ») — третє за розмірами нафтопереробне підприємство України, щорічно може переробляти 7,1 млн тонн нафти (станом на 2005 рік).

## Історія
Підприємство збудоване в 1938 році. На балансі заводу діяли шість бараків, Будинок культури та два аварійні будинки, які опалювалися гострим паром.
У серпні 2005 року, Херсонський НПЗ був зупинений для підготовки до реконструкції, яка повинна була завершитися до 2010 року. У рамках підготовки Херсонського НПЗ до реконструкції в кінці 2006 - початку 2007 року було створено ЗАТ «Херсонський нафтопереробний завод», засновниками якого виступили ТОВ «Нафтова компанія "Альянс-Україна"» та ВАТ «Херсонський нафтопереробний комплекс».
20 травня 2009 року, як повідомило агентство УНІАН, ЗАТ «Херсонський нафтопереробний завод» (ХНПЗ) завершив перший етап модернізації виробництва і готовий до роботи, однак запуск підприємства було відкладено на невизначений термін.
В 2017 році Херсонський нафтопереробний завод знову планувалося реконструювати, в результаті чого потужність підприємства мала збільшитися до 4,5 млн тонн нафти в рік.

## Власники
- ТОВ «Нафтова компанія "Альянс-Україна"»[4] — 61 %;
- ВАТ «Херсонський нафтопереробний комплекс» — 39 %.

Кінцевим власником заводу є група «Континіум» (м. Луцьк) Ігоря Єрємєєва, яка володіє широкою мережею АЗС під торговою маркою WOG.